# Mops gallagheri
Mops gallagheri is een zoogdier uit de familie van de bulvleermuizen (Molossidae). De wetenschappelijke naam van de soort werd voor het eerst geldig gepubliceerd door Harrison in 1975.

## Voorkomen
De soort komt voor in Congo-Kinshasa.